# Facheiro
O facheiro, facheiro-azul ou mandacaru-de-facho (Pilosocereus pachycladus) é uma planta do gênero Pilosocereus e da família das cactáceas. É endêmica da região Nordeste do Brasil. O facheiro atinge até dez metros de altura com ramificação verde-escuro e bastantes espinhos, ocorrendo nas caatingas dos estados do Piauí, Ceará, Rio Grande do Norte, Paraíba, Pernambuco, Alagoas, Sergipe e Bahia (Lima, 1996).
É uma xerófita utilizada em ornamentação, cujas emissões de brotações laterais, em formato de “braços”, criam efeitos ornamentais. Predomina na caatinga arbustiva e nas regiões mais elevadas (serras). É utilizada pelos pequenos agricultores como suprimento alimentar para os animais.[carece de fontes?]